# 泷岩两栖螺
泷岩两栖螺（学名：Lactiforis takii）是一種陸地蝸牛的一個腹足綱两栖螺科物種。

## 分佈
本物種分佈於台湾的東北角、高美溼地、嘉義縣東石鄉鰲鼓濕地、綠島及金門等地。
常栖息在河口半鹹淡水域、潮间带底泥。

## 分類
本物種原屬Salinator。2007年，Golding等人認為應該把本物種移往新建立的Lactiforis屬。2018年，本物種隨同两栖螺科的重新分類，成為了Tectipleura Subterclass之下 Pylopulmonata總目的成員。